# 丹麥華人
丹麥華人，是歐洲一個較小，研究較少的華裔社區之一。在2018年估計有12000人。

## 移民歷史
據信，最早來到丹麥的華人是來自廣東的34名男子，他們於1902年來到著名的趣伏里公园，作為夏季合同的旅行表演者。雖然最初的理解是，他們將在工作結束後返回中國，但一半人在合同結束時找到了其他工作，因此選擇在丹麥定居。類似形式的“巧合抵達”將在未來幾十年繼續發生：一些水手在丹麥船隻工作，而另一些流動的肥皂石貿易商從浙江青田抵達並最終留在該國，以及其他類似的情況。到1949年，共有43名中國人被認為是丹麥移民。其中大多數是男性，其中只有四名女性與丹麥男性結婚。早期移民幾乎沒有與他們的祖先土地建立社區聯繫，因此很快被丹麥社會同化。1949年中華人民共和國成立後，許多人還故意切斷與中國親屬的聯繫，擔心這些親屬可能因遭受外國接觸而遭受迫害。
直到20世紀70年代，中國的移民幾乎不存在，即使丹麥經濟增長導致勞動力短缺，來自世界其他地區的移民流入該國。警方統計數據顯示，截至1969年，來自中國大陸的113人居住在丹麥，一位研究人員估計可能還有60人來自香港，台灣和新加坡。直到20世紀80年代和90年代，移民人數才達到顯著水平，正如丹麥移民法變得更加嚴格一樣。截至1996年，共有3,467名來自中國大陸、香港、新加坡和台灣的移民後裔。這些年的特點是移民的性別平衡發生了變化，婦女人數不斷增加。
儘管丹麥是歐洲庇護申請拒絕率最低的國家之一，但來自中華人民共和國的尋求庇護者在中國移民中並不普遍。這些移民更喜歡南歐、中歐或東歐的其他國家，因為那裡有更好的工作機會。這與中國移民被丹麥慷慨的社會福利所吸引的說法相矛盾。
丹麥統計局顯示，截至2009年10月，丹麥華人中在中國大陸出生的人數為9,799人，在台灣出生的人數為448人。
丹麥統計數據顯示，2018年第一季度，來自中國大陸的11,710人合法居住在丹麥。

## 商業與就業
雖然早期的丹麥華人主要是旅行藝術家和商人，但在第二次世界大戰之後，移民越來越多地集中在中式餐飲業。哥本哈根的第一家中餐館——中國大廈由一位來自荷蘭的中國移民經營，他們已經移民到丹麥；在20世紀50年代開設了另外4家餐廳，並在20世紀60年代開設了5家。餐廳的格式在20世紀70年代發生了變化，更多燒烤類食品。其他中國人，即使沒有直接參與餐飲業，也在某種程度上與食物經濟有關；例如丹麥大學的第一個華裔畢業生於1957年開設了一家醬油廠。然而餐飲業在20世紀80年代開始飽和。因此新移民在其他部門開展業務，包括旅行社、傳統中醫診所和進出口公司。

## 觀光業
2004年，有6萬中國遊客訪問了丹麥；這個數字至少預計到2020年將翻兩倍。旅遊部門吸引中國遊客的願望與其他政府部門的擔憂相衝突，即中國旅遊業將成為越來越多非法移民的入口。但是許多中國旅行社需要向丹麥的潛在遊客提供5萬元人民幣的存款，以保護他們免受丹麥政府可能對其進行評估的處罰，如果他們帶到該國的遊客沒有按時離開。

## 丹麥王室中的華人血統
弗雷德里克斯堡女伯爵亞歷山德拉·克里斯蒂娜，即文雅麗出生於香港，擁有歐洲和中國血統。1995年，她與丹麥的约阿基姆王子結婚。他們有兩個孩子，尼古拉王子（1999年出生）和菲利克斯王子（2002年出生），他們是丹麥王室的第一批有中國血統的成員。